# David (Verrocchio)
Bronasti kip Davida Andrea del Verrocchia je bil najverjetneje izdelan med letoma 1473 in 1475. Naročila ga je družina Medici. Včasih trdijo, da je Verrocchio oblikoval kip po svojem učencu Leonardu da Vinciju.
Kip predstavlja mladega Davida, bodočega kralja Izraelcev, zmagoslavno postavljenega nad glavo ubitega Goljata.
Bron je bil prvotno nameščen v Palazzo Vecchio leta 1476.
Ornament na Davidovi usnjeni tuniki vključuje psevdo-kufske črke, ki posnemajo arabsko pisavo.
Postavitev Goljatove glave je bila vir nekaterih razprav med umetnostnimi zgodovinarji. Ko je bila razstavljena v Narodni galeriji umetnosti, je bila glava postavljena med Davidova stopala, tako kot v stalnem domu kipa, Narodnem muzeju Bargello v Firencah v Italiji. Druga šola umetnostnih zgodovinarjev je predlagala, da je Verrocchio nameraval postaviti Goljatovo glavo na Davidovo desno, kar kaže na diagonale kompozicije Ta postavitev je bila med drugim začasno urejena v Narodni galeriji umetnosti in v muzeju  v Atlanti.
David je bil mišljen kot simbolična predstavitev Firenc, saj sta bila oba močnejša, kot sta se zdela, in tako na pastirčka kot na Florence bi lahko gledali kot na vzhajajočo moč.
Muzej Victoria & Albert v Londonu ima tudi mavčni odlitek Verrocchiovega Davida.